# Vuelta a España 1978
Das Radrennen zur 33. Vuelta a España wurde in 22 Abschnitten und 2771,4 Kilometern vom 25. April bis zum 14. Mai 1978 ausgetragen. Der Gewinner war der Franzose Bernard Hinault, die Bergwertung gewann Andrés Oliva, die  Punktewertung gewann Ferdi Van Den Haute. Die Meta Volantes-Wertung gewann ebenfalls Bernard Hinault und das Team KAS in der Mannschaftswertung.

## Etappen
| Etappe | von                    | nach                           | km        | Gewinner                                    | Maillot amarillo    |
| ------ | ---------------------- | ------------------------------ | --------- | ------------------------------------------- | ------------------- |
| Prolog | Gijón                  | Gijón                          | 8,6 (EZF) | Bernard Hinault                             | Bernard Hinault     |
| 1      | Gijón                  | Gijón                          | 144       | Jos Schipper                                | Bernard Hinault     |
| 2      | Gijón                  | Cangas de Onís                 | 94        | José Enrique Cima                           | Bernard Hinault     |
| 3      | Cangas de Onís         | León                           | 187       | Ferdi Van Den Haute                         | Ferdi Van Den Haute |
| 4      | León                   | Valladolid                     | 171       | Patrick Lefevere                            | Ferdi Van Den Haute |
| 5      | Valladolid             | Ávila                          | 136       | Willy Teirlinck                             | Ferdi Van Den Haute |
| 6      | Torrelaguna            | Torrejón de Ardoz              | 46        | Alfons van Katwijk                          | Ferdi Van Den Haute |
| 7      | Torrejón de Ardoz      | Cuenca                         | 160       | Domingo Perurena                            | Ferdi Van Den Haute |
| 8      | Cuenca                 | Benicàssim                     | 249       | Alfons van Katwijk                          | Ferdi Van Den Haute |
| 9      | Benicàssim             | Tortosa                        | 156       | Ferdi Van Den Haute                         | Ferdi Van Den Haute |
| 10     | Tortosa                | Calafell                       | 201       | Willy Teirlinck                             | Ferdi Van Den Haute |
| 11A    | Calafell               | Barcelona                      | 67        | Javier Elorriaga                            | Ferdi Van Den Haute |
| 11B    | Barcelona              | Barcelona                      | 3,8 (EZF) | Bernard Hinault                             | Ferdi Van Den Haute |
| 12     | Bellaterra             | La Tossa de Montbui            | 205       | Bernard Hinault                             | Bernard Hinault     |
| 13     | Igualada               | Jaca                           | 243       | Salvatore Maccali                           | Bernard Hinault     |
| 14     | Jaca                   | Logroño                        | 219       | Bernard Hinault                             | Bernard Hinault     |
| 15     | Logroño                | Miranda de Ebro                | 131       | Jean-Philippe Vandenbrande                  | Bernard Hinault     |
| 16     | Miranda de Ebro        | Santuario de la Bien Aparecida | 208       | Vicente Belda                               | Bernard Hinault     |
| 17     | Ampuero                | Bilbao                         | 123       | José Enrique Cima                           | Bernard Hinault     |
| 18     | Bilbao                 | Amurrio                        | 154       | Bernard Hinault                             | Bernard Hinault     |
| 19A    | Amurrio                | Donostia-San Sebastián         | 84        | Domingo Perurena                            | Bernard Hinault     |
| 19B    | Donostia-San Sebastián | Donostia-San Sebastián         | (EZF)     | abgesagt aufgrund Zuschauer-Ausschreitungen | Bernard Hinault     |

## Endstände
| Sieger                | Bernard Hinault          | 85:24:14 h  |
| Zweiter               | José Pesarrodona         | + 3:02 min  |
| Dritter               | Jean-René Bernaudeau     | + 3:47 min  |
| Vierter               | Eulalio García           | + 4:23 min  |
| Fünfter               | Jos Schipper             | + 4:28 min  |
| Sechster              | Ferdi Van Den Haute      | + 5:52 min  |
| Siebter               | José Nazabal             | + 6:12 min  |
| Achter                | Enrique Martínez-Heredia | + 6:53 min  |
| Neunter               | Gonzalo Aja              | + 10:12 min |
| Zehnter               | Vicente López Carril     | + 13:57 min |
| Punktewertung         | Ferdi Van Den Haute      | 218 P.      |
| Zweiter               | Willy Teirlinck          | 157 P.      |
| Dritter               | Bernard Hinault          | 130 P.      |
| Bergwertung           | Andrés Oliva             | 112 P.      |
| Zweiter               | José Enrique Cima        | 81 P.       |
| Dritter               | Bernard Hinault          | 60 P.       |
| Meta Volantes-Wertung | Bernard Hinault          | 31 P.       |
| Teamwertung           | KAS                      | 255:41:01 h |